# Pfarrkirchen
Pfarrkirchen – miasto powiatowe w Niemczech, w kraju związkowym Bawaria, w rejencji Dolna Bawaria, w regionie Landshut, siedziba powiatu Rottal-Inn. Leży około 100 km na północny wschód od Monachium, nad Rott, przy drodze B388 i linii kolejowej Pocking – Neumarkt-Sankt Veit.

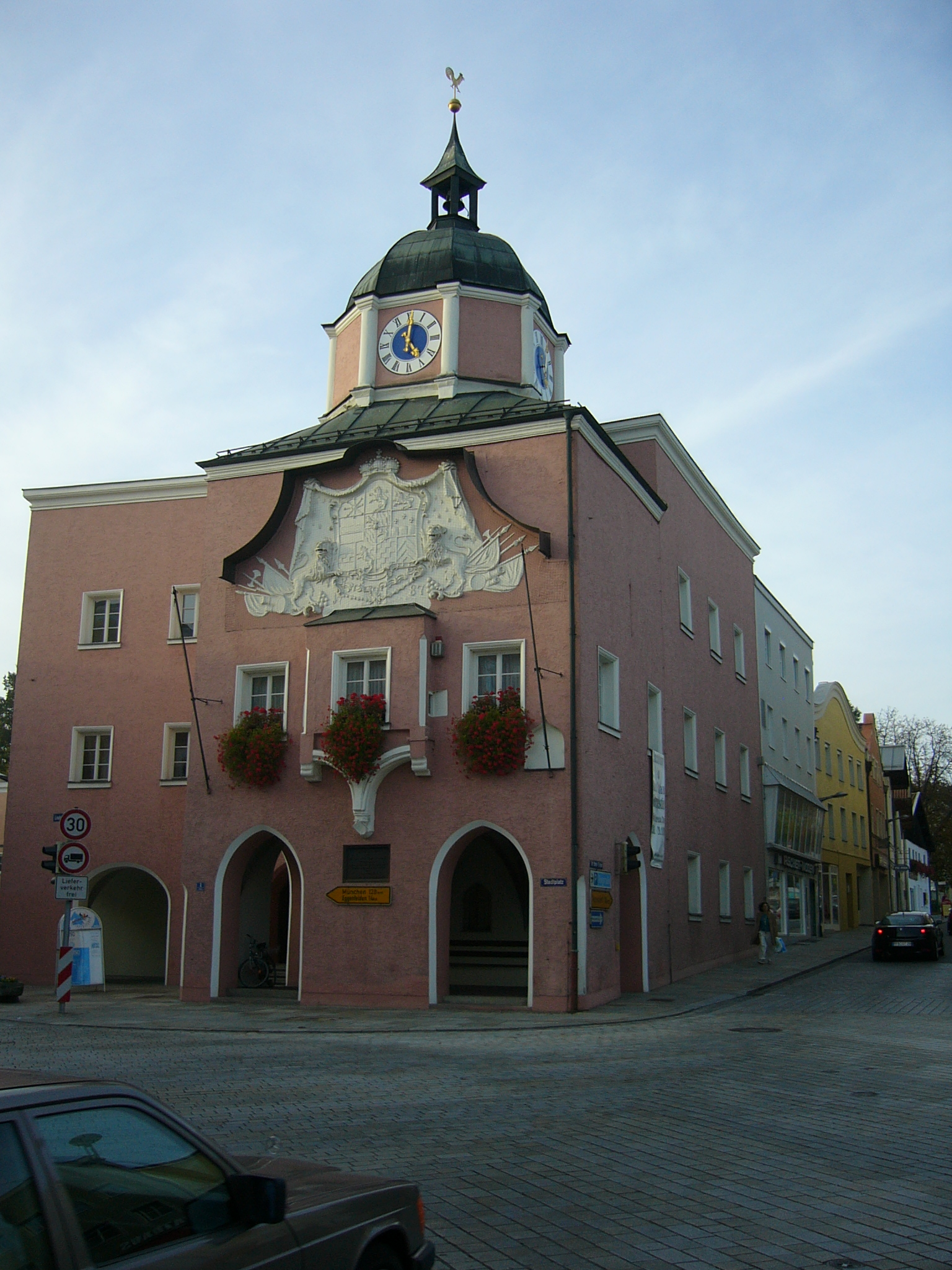
Ratusz z 1500

## Dzielnice
W skład miasta wchodzą następujące dzielnice: 
- Altersham
- Gehring
- Mooshof
- Reichenberg
- Steffelsöd
- Untergrasensee
- Degernbach
- Waldhof